# Куадриља дел Лимон, Ел Пасо дел Лимон (Арселија)
Куадриља дел Лимон, Ел Пасо дел Лимон (шп. Cuadrilla del Limón, El Paso del Limón) насеље је у Мексику у савезној држави Гереро у општини Арселија. Насеље се налази на надморској висини од 1000 м.

## Становништво
Према подацима из 2005. године у насељу је живело 5 становника.

### Хронологија
| Година       | 2000 | 2005 |
| ------------ | ---- | ---- |
| Становништво | 14   | 5    |

### Попис
| # | Индикатор                        | Вредност |
| - | -------------------------------- | -------- |
| 1 | Укупно појединачних домаћинстава | 1        |